# Le Mesnil-Saint-Firmin
Le Mesnil-Saint-Firmin ist eine französische Gemeinde mit 249 Einwohnern (Stand 1. Januar 2022) im Département Oise in der Region Hauts-de-France (vor 2016 Picardie). Sie gehört zum Arrondissement Clermont, zur Communauté de communes de l’Oise Picarde und zum Kanton Saint-Just-en-Chaussée. Die Einwohner werden Mesnilois genannt.

## Geographie
Die Gemeinde Le Mesnil-Saint-Firmin liegt etwa 33 Kilometer nordöstlich von Beauvais. Umgeben wird Le Mesnil-Saint-Firmin von den Nachbargemeinden Rocquencourt im Norden, Sérévillers im Nordosten und Osten, Chepoix im Süden und Südwesten, Bacouël im Westen sowie Tartigny im Nordwesten.

## Einwohner
| Jahr                       | 1962 | 1968 | 1975 | 1982 | 1990 | 1999 | 2010 | 2021 |
| -------------------------- | ---- | ---- | ---- | ---- | ---- | ---- | ---- | ---- |
| Einwohner                  | 200  | 216  | 201  | 214  | 143  | 117  | 154  | 251  |
| Quellen: Cassini und INSEE |      |      |      |      |      |      |      |      |

## Sehenswürdigkeiten
- Kirche Saint-Firmin aus dem 18. Jahrhundert
- Schloss
- Wasserturm

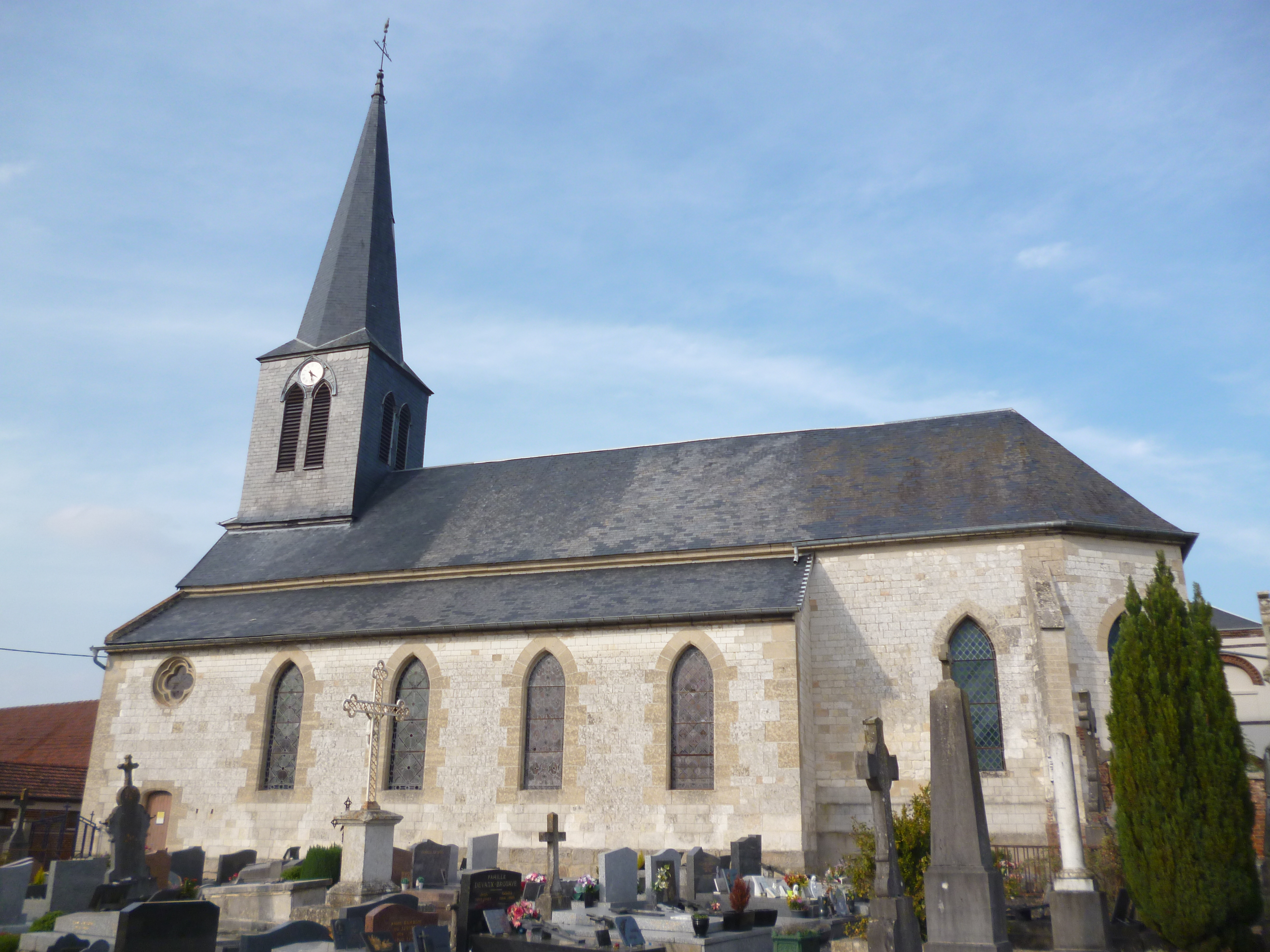
Kirche Saint-Firmin
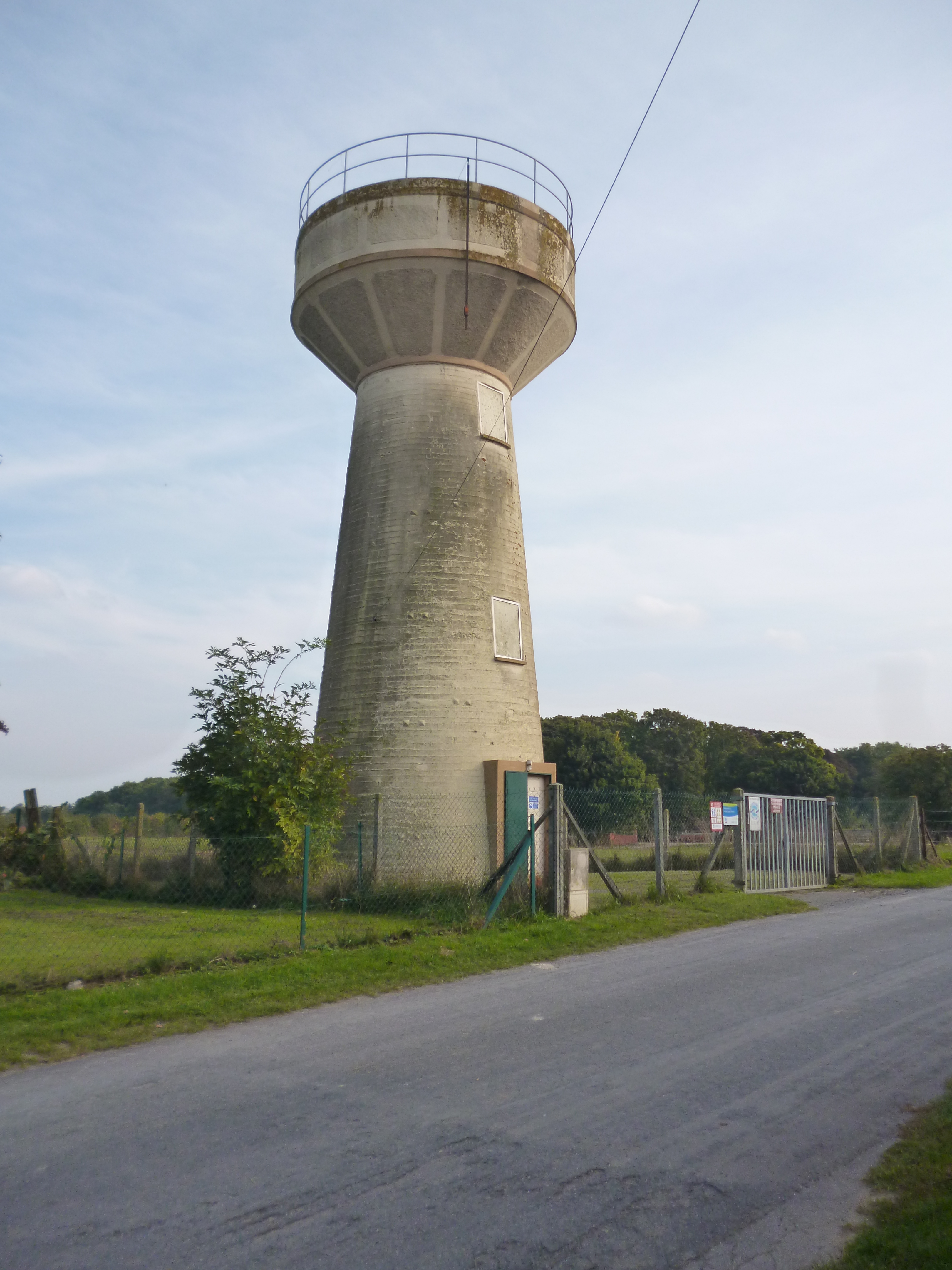
Wasserturm
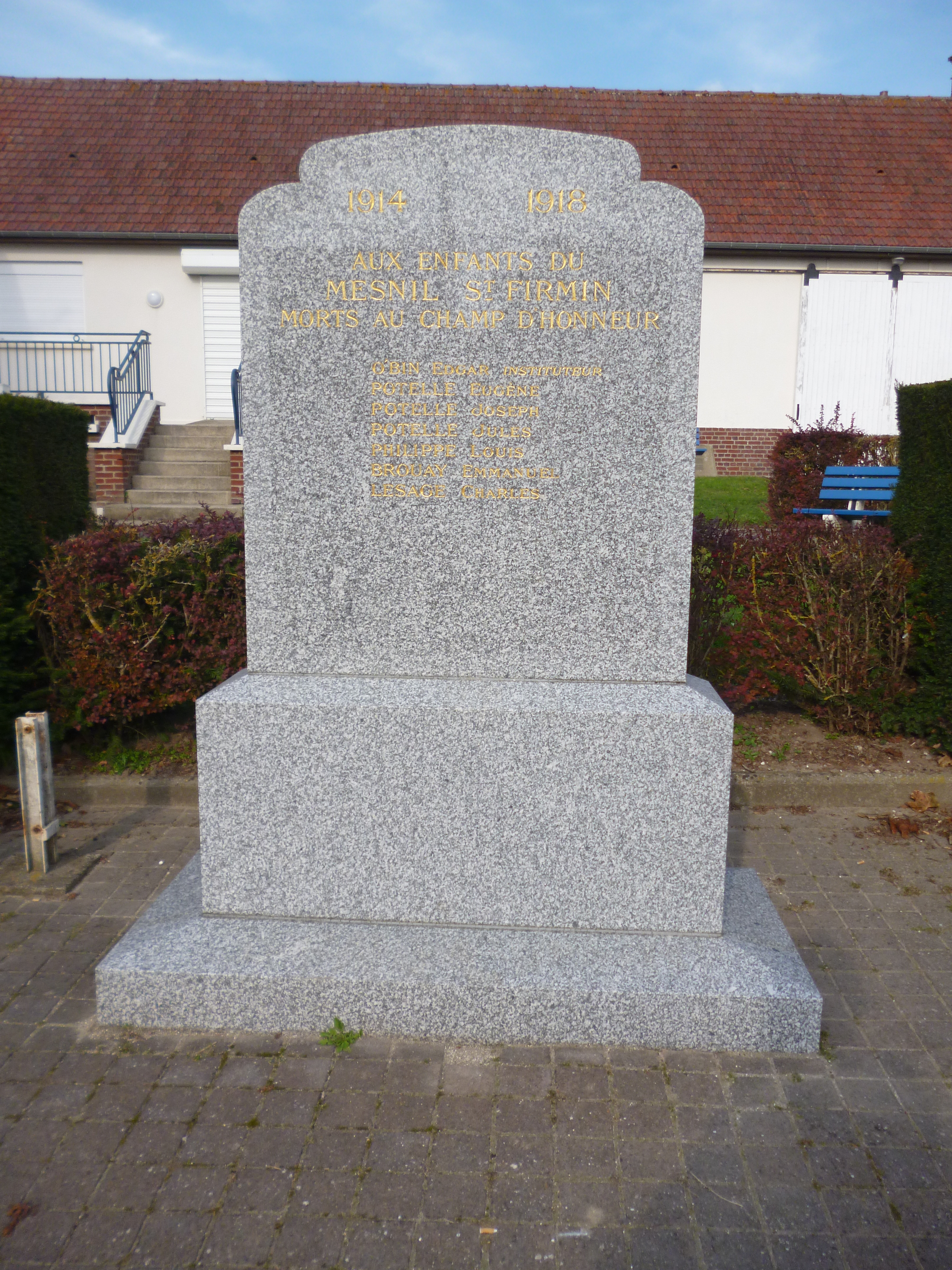
Gefallenendenkmal